# 遥か (GReeeeNの曲)
「遥か」（はるか）は、GReeeeNの楽曲。自身の11作目のシングルとしてNAYUTAWAVE RECORDS（ユニバーサルミュージック）からマキシシングルで2009年5月27日に発売。同年6月10日にも楽曲のアレンジ・フォーマットが異なるバージョンが発売されている（後述）。

## 概要
- 3rdアルバム『塩、コショウ』からの先行シングル。
- 東宝配給映画『ROOKIES -卒業-』の主題歌。GReeeeNが映画の主題歌を務めるのは「BE FREE」以来5作ぶり。
- 初回限定盤のDVDには、「遥か」ミュージック・ビデオ（テレビ未公開!初回特典限定公開版）を収録。
- カップリング曲の「声」は、GReeeeNがインディーズ時代から歌っている曲である。また、「声」はインディーズと比べてリメイクされている。
- 表題曲の「遥か」は日本レコード協会調べ 有料音楽配信認定において、着うたで2009年6月度、着うたフルでは同年10月度にミリオンを認定[1]。
- 12月9日、iTunes2009年年間ランキングで1位を獲得。
- シングル表題曲では最長の曲であり、6月10日発売版はGReeeeNの全曲中最長の曲となっている。
- このシングルから約2年間、新曲は発売されなかった。
- 表題曲の「遥か」についてメンバー4人は、『「キセキ」が恋愛を描いた歌とするならば、「遥か」はより広く、デッカイ愛について歌ったと言えるんじゃないかと思っています。「キセキ」以上にたくさんの方々の耳に届いてくれたら幸いです』とコメントしている[2]。

## 「5月27日発売版」と「6月10日発売版」の相違点
後述の通り、本作品は5月27日と6月10日の2回にわたってシングルが発売され、それぞれ音源・歌詞構成やジャケット写真が異なっている。
5月27日発売版
- 表題曲の「遥か」はベストアルバム『いままでのA面、B面ですと!?』に収録されているバージョンである。
- カップリング曲は「声」と「遥か彼方へ 〜Piano Version〜」。

6月10日発売版
- 表題曲の「遥か」は3rdアルバム『塩、コショウ』に収録、映画『ROOKIES -卒業-』の主題歌として実際に使用されているバージョンである。
- カップリング曲は「ROOKIES メインテーマ」と「ROOKIES 愛のテーマ」。

## 収録曲

### 5月27日発売版
- 盤種 - マキシシングル
- 規格品番 - 初回限定盤 UPCH-89053、通常盤 UPCH-80127
- 収録曲
  1. 遥か (5:18)
映画『ROOKIES -卒業-』主題歌
  2. 声 (4:25)
  3. 遥か彼方へ 〜Piano Version〜 (4:21)
「遥か」のピアノインストゥルメンタルバージョン。原曲よりもやや短く編集されている。

### 6月10日発売版
- 盤種 - マキシシングル
- 規格品番 - UPCH-80135
- 収録曲
  1. 遥か (5:39)
映画『ROOKIES -卒業-』主題歌
  2. ROOKIES メインテーマ (5:37)
  3. ROOKIES 愛のテーマ (5:53)

## 収録アルバム
5月27日発売版
- いままでのA面、B面ですと!?（#1,2）
- ALL SINGLeeeeS 〜& New Beginning〜（#1）

6月10日発売版
- 塩、コショウ（#1）
- To all sports lovers (#1,配信限定)

## 主なカバー
- 茉奈 佳奈（2009年8月12日、2ndアルバム『ふたりうた2』）